# Björkberget (naturreservat)
Björkberget är ett naturreservat i Jokkmokks kommun i Norrbottens län.
Området är naturskyddat sedan 2007 och är 2,6 kvadratkilometer stort. Reservatet omfattar en del av östsluttningen av Björkberget ner mot ett myrområde. Reservatet består av lövrik blandskog med tallskog i norr.